# Anomala viridicostata
Anomala viridicostata är en skalbaggsart som beskrevs av Nonfried 1892. Anomala viridicostata ingår i släktet Anomala och familjen Rutelidae. Inga underarter finns listade i Catalogue of Life.